# Misty Mundae
Misty Mundae, de son vrai nom Erin DeWright, est une actrice et réalisatrice américaine née le 16 octobre 1979 à East Saint Louis, dans l'Illinois (États-Unis).
Elle joue principalement des rôles érotiques lesbiens. Elle utilise parfois les pseudonymes d'Erin Brown ou de Sadie Lane.

## Biographie
Elle est la sœur cadette de l'actrice Chelsea Mundae (née le 16 janvier 1974).

## Filmographie
Comme actrice
- 1998 : Going Under
- 1998 : Dead Students Society (vidéo) : Nancy
- 1998 : International Necktie Strangler (vidéo) : Carla
- 1998 : Vampire's Seduction : Madame Seltzer
- 1999 : Titanic 2000 (vidéo) : Bass Player
- 1999 : Vampire Strangler (vidéo) : Lydia
- 1999 : Cannibal Doctor (vidéo)
- 2000 : Peeping in a Girl's Dormitory (vidéo) : Misty
- 2000 : I, Asphyxia: The Electric Cord Strangler III (vidéo)
- 2000 : Duck! The Carbine High Massacre (vidéo) : Bible Girl
- 2000 : The Vibrating Maid (vidéo) : The Lady
- 2000 : Misty's Secret (vidéo) : Misty
- 2001 : Seduction of Cyber Jane (vidéo) : Lesbian #1
- 2001 : Purgatory Blues (vidéo) : Girlfriend
- 2001 : My First Female Lover (vidéo) : Misty
- 2001 : Shoot the Girls (vidéo) : Judy
- 2001 : Gladiator Eroticvs (vidéo) : Clitoris
- 2001 : Erotic Survivor : Misty (Puu-Nani Tribe)
- 2001 : Witchbabe: The Erotic Witch Project 3 (vidéo) : Amy
- 2002 : Flesh for Olivia (vidéo) : Olivia
- 2002 : My Vampire Lover (vidéo) : School Girl
- 2002 : Mummy Raider (vidéo) : Misty
- 2002 : Play-Mate of the Apes (vidéo) : Commander Gaylor
- 2002 : The Erotic Mirror (vidéo) : Mary
- 2002 : Roxanna (vidéo) : Roxanna
- 2002 : An Erotic Vampire in Paris (vidéo) : Caroline
- 2002 : Lust in the Mummy's Tomb (vidéo) : Misty
- 2002 : Silk Stocking Strangler (vidéo) : Olivia
- 2002 : Satan's School for Lust (vidéo) : Primula Cooper
- 2003 : Naked Cooking (vidéo) : Misty
- 2003 : Sour Milk (vidéo) : Playground Bully #1
- 2003 : Sexy American Idle (vidéo) : Emily
- 2003 : That 70's Girl (vidéo) : Petal
- 2003 : Confessions of a Natural Beauty (vidéo) : Misty
- 2003 : Dr Jekyll & Mistress Hyde (vidéo) : Martine Flagstone / Dawn Hopkins
- 2003 : The Lord of the G-Strings: The Femaleship of the String (vidéo) : Dildo Saggins
- 2003 : Lustful Addiction (vidéo) : Opala
- 2003 : Vampire Vixens (vidéo) : Sherry
- 2003 : Sin Sisters (vidéo) : Cynthia
- 2003 : Spiderbabe (vidéo) : Patricia Porker (Spiderbabe)
- 2003 : Screaming Dead (vidéo) : Bridget
- 2004 : Silver Mummy (vidéo) : Cynthia
- 2004 : Voodoun Blues (vidéo) : The Woman
- 2004 : Lust for Dracula (vidéo) : Mina Harker
- 2004 : Bite Me! (vidéo) : Crystal
- 2004 : Sexy Adventures of Van Helsing (vidéo) : Maiden #2
- 2004 : The Erotic Diary of Misty Mundae (vidéo) : Misty
- 2004 : The Seduction of Misty Mundae (vidéo) : Misty
- 2005 : New York Wildcats (vidéo) : Pleasure the Peacock
- 2005 : The Girl Who Shagged Me (vidéo) : Agent Johnson / Hannibal Letcher
- 2005 : Bikini Girls on Dinosaur Planet (vidéo) : Oook
- 2005 : Shock-O-Rama (vidéo) : Rebecca Raven - Zombie This
- 2006 : The Lost : Lisa Steiner
- 2006 : Les Maîtres de l'horreur (segment "Liaison bestiale") : Misty
- 2006 : Shadow: Dead Riot : Crystal
- 2006 : An Erotic Werewolf in London (vidéo) : Misty
- 2006 : Sinful (vidéo) : Lilith
- 2007 : Chantal (vidéo) : Chantal
- 2007 : All Along : Tanya
- 2007 : In the Wall : Jonelle
- 2007 : Skin Crawl (vidéo) : The Hooker
- 2007 : The Rage : Kat
- 2007 : Splatter Beach (vidéo) : Tess Gardner
- 2008 : I Was a Teenage Strangler (vidéo) : Lil Erin
- 2008 : Dying God : Mary
- 2008 : Blue Like You : Yellow
- 2009 : Sculpture : Emily Porter
- 2010 : Lingerie : Stephanie
- 2011 : Les Experts : Polly
- 2012 : This Girl's Gun : Starlight
- 2014 : Holocaust Cannibal : Rebecca
- 2015 : Nightmare on Elmo's Street : Erin
- 2016 : Woodsman: Forest of Pain : Erin Rockefeller
- 2016 : The New York Butcher : Linda Blair
- 2016 : Dickshark : Vanna
- 2016 : Strip Club Massacre : Jazz
- 2016 : Midnight Massacre : Berenice
- 2016 : Room for Rent : l'officier
- 2017 : Dead by Midnight (série télévisée) : Mistress of Midnight
- 2017 : Theta States : Kelly

Comme réalisatrice
- 2003 : Confessions of a Natural Beauty (vidéo)
- 2003 : Lustful Addiction (vidéo)
- 2004 : Voodoun Blues (court métrage)